# Trabzonspor BK
Trabzonspor Basketbol Kulübü, door sponsoring ook bekend als Trabzonspor Medical Park, is een professionele basketbalvereniging uit Trabzon, Turkije. De club is de basketbalafdeling van sportvereniging Trabzonspor. Het speelt zijn thuiswedstrijden in de Hayri Gür Arena dat in totaal 7.500 zitplaatsen telt.

## Geschiedenis
In 2006 startte chocolademerk Alpella een professionele basketbalclub in Istanboel. De club speelde de thuiswedstrijden in de Caferağa Spor Salonu, welke een capaciteit heeft van 1.500 toeschouwers. De club werd in 2006 opgericht na de fusie tussen de basketbalbranche van Fenerbahçe en Ülkerspor (zie Fenerbahçe Ülker). Alpella werd toen een team van oud-spelers van Ülkerspor, die voor 2006 geen of weinig speeltijd kregen bij Ülkerspor. De gemiddelde leeftijd van de spelers van Alpella was relatief laag. Zo speelde de 16-jarige Volkan İncekara, de jongste basketballer van de Türkiye Basketbol Ligi, in het seizoen (2006/07) voor de ploeg uit Istanbul. Na degradatie in het seizoen 2007/8 werd de ploeg opgekocht door sportvereniging Trabzonspor uit Trabzon. In het seizoen 2009/10 promoveerde de club weer naar de hoogste basketbaldivisie. In 2015 werd het eindtoernooi van de FIBA EuroChallenge in Trabzon gehouden. Het team verloor in de finale van JSF Nanterre door een buzzer beater.